# Linfärjan Karna
Linfärjan Karna, färja 326, är en av Trafikverket Färjerederiets färjor. Karna byggdes på Smögens Plåt & Svetsindustri AB i Smögen och levererades 1987 för att sättas in på Ivöleden mellan Barum och Ivö i Ivösjön. Hon byggdes om och moderniserades 2002.
Färjan har namnet efter Karna Bengtsdotter, som rodde folk över sjön innan färjor sattes in.